# Keith Speed
Herbert Keith Speed (11 mars 1934 - 12 janvier 2018) est un homme politique conservateur britannique. 

## Biographie
Speed est né le 11 mars 1934 à Evesham et est un descendant du cartographe et historien John Speed. Il fait ses études à la Bedford Modern School. Il sert dans la Royal Navy de 1947 à 1956 et continue dans la Royal Naval Reserve par la suite en tant que lieutenant commandant. Après une période en tant que directeur des ventes et du marketing, il obtient un emploi dans le département de recherche conservateur en 1965.
Après s'être présenté sans succès à St Helens en 1964, Speed est élu député de Meriden dans le Warwickshire lors d'une élection partielle de 1968 et occupe le siège jusqu'en 1974. De nouvelles limites de circonscription sont établies avant les élections générales de février 1974 et Speed perd son siège de Meriden au profit de John Tomlinson du Labour.
Il est choisi pour succéder à Bill Deedes comme candidat conservateur pour le siège d'Ashford dans le Kent aux élections générales d'octobre 1974, et est élu député avec une majorité de plus de 6000 voix.
Le 4 mai 1979, il est nommé sous-secrétaire d'État parlementaire à la défense, poste connu à l'époque sous le nom de ministre de la Marine. Il est limogé par Margaret Thatcher en mai 1981, après avoir refusé de donner sa démission, pour avoir refusé d'accepter les réductions d'effectifs de la Royal Navy proposées par Thatcher, puis le secrétaire d'État à la Défense, John Nott. Avec l'humour de service typique, un dicton de la Royal Navy de l'époque est l'ordre fictif "Less (K)notts, more Speed!". Les événements ultérieurs de la Guerre des Malouines ont montré la perspicacité de sa position et il est fait chevalier en 1992. Il prend sa retraite en tant que député en 1997.
En 1982, il écrit un livre, Sea Change, qui décrit le contexte du conflit des Malouines et exprime son admiration pour l'ancien amiral soviétique Sergey Gorshkov.
En avril 2005, Keith Speed est lord-lieutenant adjoint du comté de Kent et vice-président du Service des volontaires maritimes.
Il est décédé à l'hôpital le 12 janvier 2018.